# Саму
Саму́ (англ. Samu) — одне із 7 вождівств округу Камбія Північної провінції Сьєрра-Леоне. Адміністративний центр — містечко Кичом.
На півночі вождівство має державний кордон з Гвінеєю, на заході має вихід до Атлантичного океану. До складу вождівства входить заселений острів Кортімав. Південна межа вождівства проходить по річці Великий Скарцис (Коленте).
Населення округу становить 56857 осіб (2004).
Населені пункти: Баленсера-Варф, Бамбалі, Бапуя, Бокарія, Бондіє-Моске, Бубуя, Булуламіная, Бурая, Ґбонґбор, Ґбункуя, Дар-Ес-Салаам, Дімбая, Дінтіліпан, Думбуя, Єлібоя, Єліґбан, Єлі-Ком, Єнасапуя, Йонґоро, Йонфорія, Кабая, Каґбанга, Каґбет, Каґбунґбав, Каєнкеса, Каїн-Філлі, Каконкіє, Камаєан, Камем, Камбіаді, Касірі, Катік, Кейбон, Келфалая, Кенедаф, Кичом, Кіампуді, Кіла, Кіндоя, Кіпімп, Кіраґба, Конта, Корія, Кортімав, Коя, Кпунґа, Кьян-Філлі, Лая, Ленкенболі, Лутті, Мабонкав, Мабуґолі, Мавабул, Магела, Магай, Маґбема, Маґбока, Майорґбор, Майоро, Макоромбо, Макума, Макумпан, Макуре, Манкі, Мапотолон, Марабої, Матаеті, Матака, Матанту, Матеті, Матісав, Мафесоне, Мафуфуне, Мборна, Місілая, Морібая, Памалап, Памаро, Помвалал, Робенк, Роґберай, Роґбом, Рокаї, Рокон, Ролал, Ролал, Ролуп, Ропойнт, Росата, Росіно, Ротайн, Саймая, Сака, Санґуя, Сенея, Сурібуломія, Тамбая, Тамбая, Тассор, Тімбо, Томала, Тонґбаї, Фодая, Фодея, Фороґоя, Функуде, Шекая, Яма